# Tourisme à Montréal

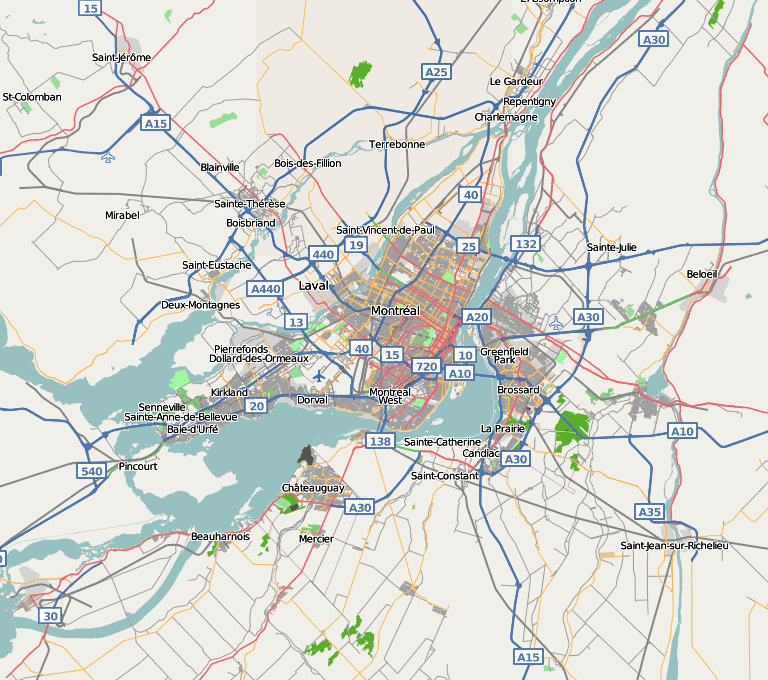
Carte de Montréal.

Le tourisme à Montréal est une composante importante de l'activité économique de la région de Montréal, l’une des 22 régions touristiques du Québec. En 2013, elle accueillait 8,4 millions de touristes sur les quelque 26,3 millions de visiteurs au Québec, soit 31,94 % de tous les touristes du Québec. En 2013, le tourisme montréalais a généré plus de 36 000 emplois directs et indirects avec une masse salariale de 1 300 000 000 $ dans la province de Québec.
Créée en 1979, la région touristique de Montréal regroupe toutes les municipalités comprises sur l’île de Montréal.

## Tourisme Montréal
Tourisme Montréal est un organisme privé à but non lucratif fondé en 1919. Il est la plus ancienne organisation touristique du Québec. Il est l'association touristique officielle de la région de Montréal. Avec un budget d'opération de plus de 26 millions de dollars en 2007, Tourisme Montréal est une des organisations de promotion touristique les plus importantes du Québec et du Canada.

## Territoire
Tourisme Montréal ainsi que Tourisme Québec ont divisé Montréal en plusieurs secteurs et quartiers touristiques à l'intérieur de l'île de Montréal. Ci-dessous sont présentés les principaux secteurs.

### Centre-ville
Situé entre le fleuve et la montagne, le centre-ville de Montréal est en plein cœur de la région. Les gratte-ciels, petits commerces et bâtiments historiques se côtoient un peu partout. Ce quartier regroupe plus de 60 organisations internationales. Nous y retrouvons des musées ainsi que le quartier international qui regroupe des créations artistiques dans un contraste de modernisme. Les congrès et les conférences sont généralement tenus dans ce secteur. Le quartier chinois est situé au centre-ville près de la station de métro Place-d'Armes et il s'y trouve plusieurs artères piétonnières. Les origines du quartier chinois remontent aux années 1860, période à laquelle les premiers immigrants chinois se sont établis au Canada.

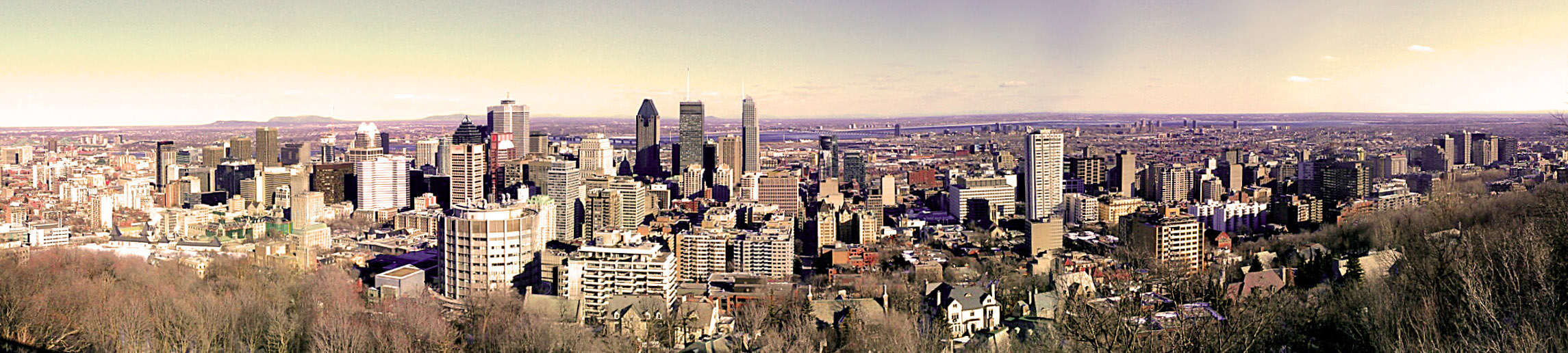
Centre-ville vu du Mont Royal.

### Vieux-Montréal et Vieux-Port

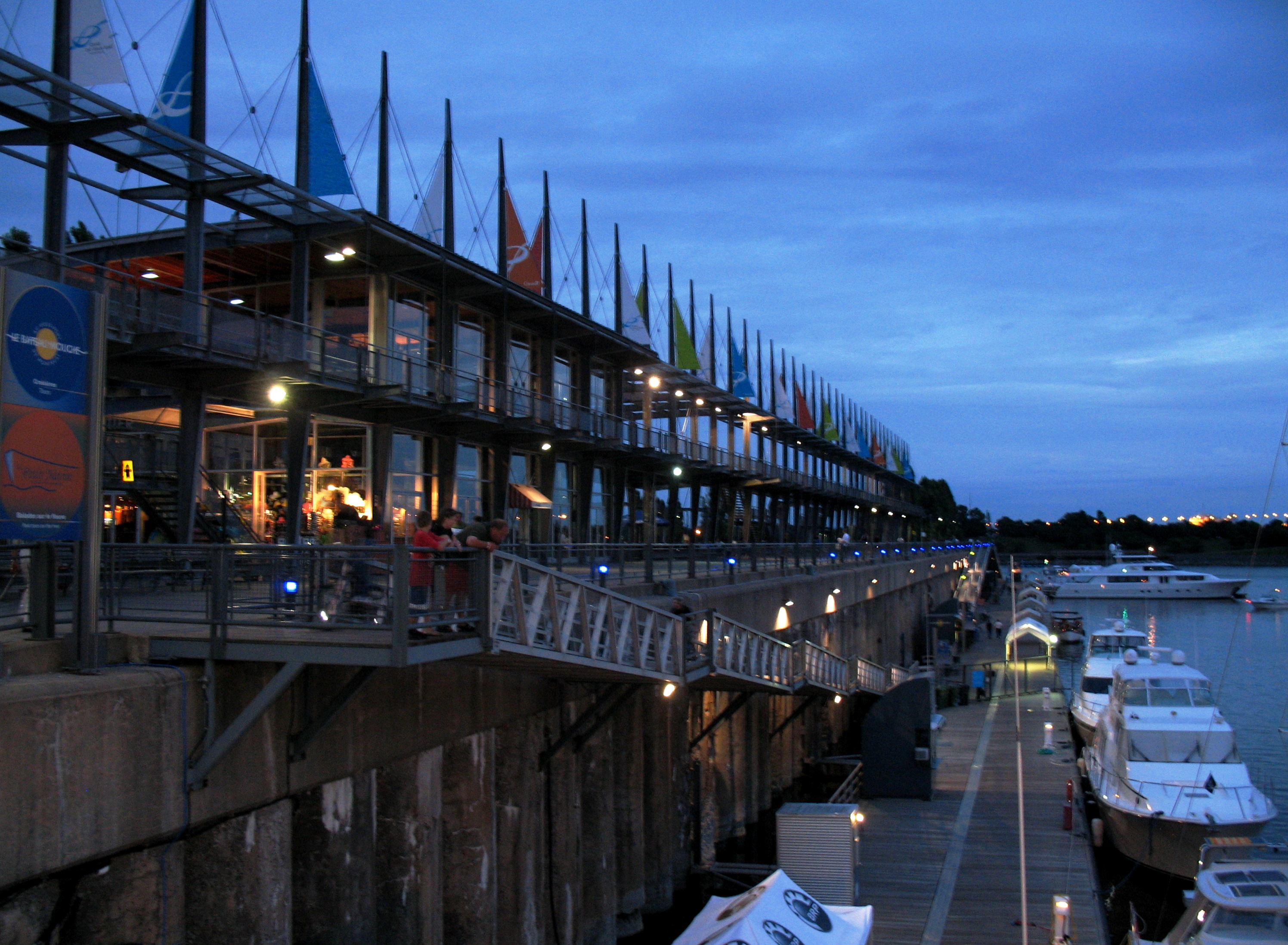
Vue nocturne du Vieux-Port de Montréal.

C’est en 1964 que le quartier du Vieux-Montréal a été déclaré un arrondissement historique par le Ministère des Affaires culturelles du Québec.
Autrefois le centre social, économique et culturel de Montréal, le Vieux-Port de Montréal fondé en 1642, a su répondre aux attentes d’auparavant. Aujourd’hui lieu historique protégé, il est situé sur la berge gauche du fleuve Saint-Laurent. Il est le premier quartier à avoir été habité il y a plus de 350 ans. Depuis 2012, le Vieux-Port accueille la Plage de l’Horloge qui est une plage urbaine comportant des chaises, des parasols, des brumisateurs ainsi que du sable fin pour finaliser le tout.

### Parc Jean-Drapeau
Le parc Jean-Drapeau, anciennement nommé l’île Sainte-Hélène depuis 1611, est considéré comme le parc d’amusement de Montréal. Nous pouvons y retrouver histoire, architecture et espaces verts. C’est cependant avec l'avènement de l'Exposition universelle de 1967 que l'île et les îles avoisinantes se sont considérablement agrandies. Le lieu était également nommé Terre des Hommes en 1967. Lorsque l’île est réaménagée en parc en 1999, le nom de parc Jean-Drapeau a ainsi vu le jour, en l’honneur de l’ancien maire de Montréal.

### Mont-Royal et les alentours
Le Mont-Royal a vu le jour en 1876. Il a été aménagé par Frederick Law Olmsted, qui a également conçu le Central Park de New York. Le Mont-Royal offre une vue panoramique de la ville à partir du belvédère Kondiaronk.

### Plateau Mont-Royal
Le Plateau Mont-Royal est un secteur situé au nord du centre-ville de Montréal. La population y est majoritairement francophone, bien qu'une substantielle population anglophone réside également dans le secteur adjacent du Mile-End. La population du secteur est en grande partie constituée d’artistes, d'étudiants, de jeunes professionnels et de nouvelles familles, le tout entouré de plusieurs communautés culturelles. De nuit, le Plateau Mont-Royal permet d’aller prendre une bière à la micro-brasserie du coin ou dans un « chic lounge ». L'endroit permet notamment d'assurer aux artistes une bonne visibilité.

### Hochelaga-Maisonneuve

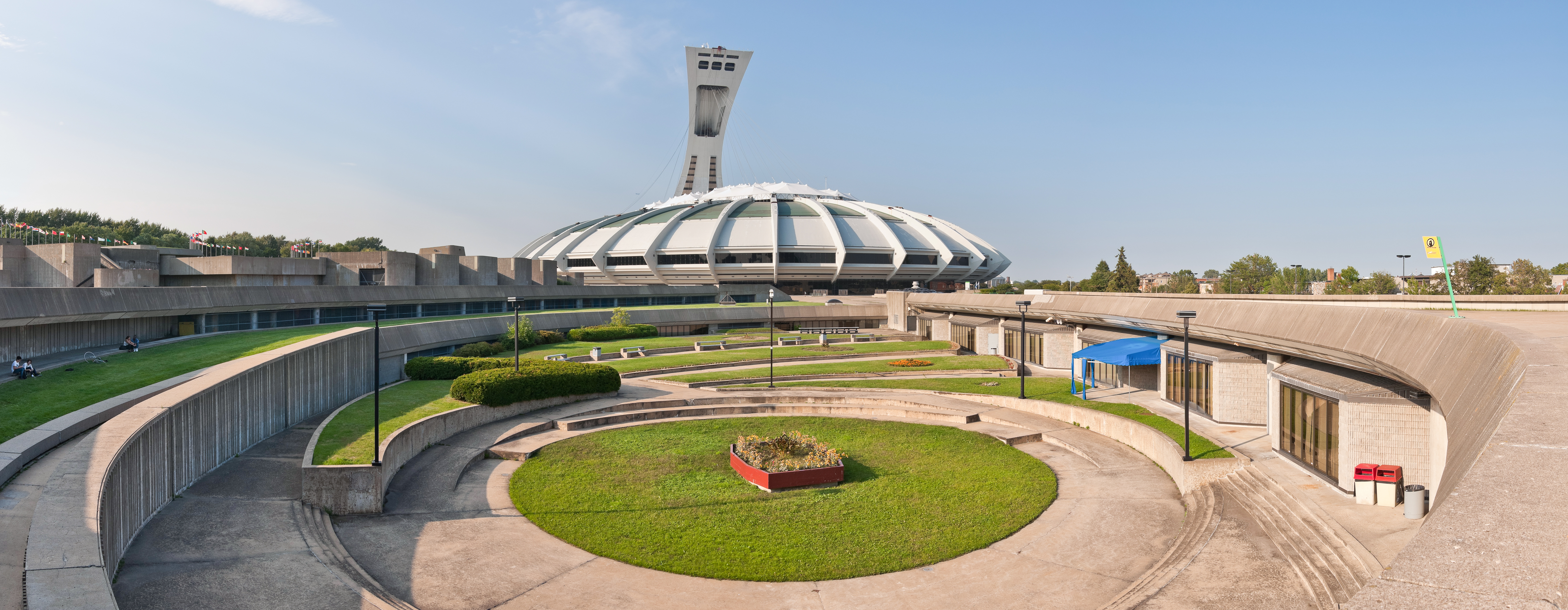
Parc olympique de Montréal.

Hochelaga-Maisonneuve est un quartier généralement populaire situé à l'est du centre-ville de Montréal. Autre foyer culturel de la métropole, il est constitué en grande partie de rues résidentielles et de quelques artères commerciales de proximité. Dans sa partie est, soit le quartier Maisonneuve, il s'y trouve plusieurs bâtiments de style Beaux-Arts, tels que le marché Maisonneuve ou le bain Maisonneuve, vestiges du début du XXe siècle.
Hochelaga-Maisonneuve est également le berceau des Jeux olympiques de 1976, dont le Parc olympique est encore accessible au public et dont le stade est la plus haute tour inclinée au monde. Plusieurs attraits touristiques d'envergure se trouvent d'ailleurs à proximité tels que le Biodôme, l'Insectarium, le Jardin botanique et le Planétarium. Quelques évènements y ont aussi lieu à proximité comme le Grand Prix de F1 de Montréal.

### Petite Italie
La Petite Italie est un quartier de Montréal situé près de la station de métro Jean-Talon qui a vu le jour grâce aux immigrants italiens qui sont arrivés à Montréal durant le XIXe siècle. C’est à cet endroit que se trouve le marché Jean-Talon, un marché public où se trouve une grande diversité de produits alimentaires.

### Le Village
Le Village, aussi appelé « le quartier gai » représente bien la manière de penser des Montréalais sur leur ouverture d’esprit. En 1999, la station de métro Beaudry a été réaménagée et y arbore depuis les six couleurs de l’arc-en-ciel, symbole de la diversité sexuelle. C’est lors des journées d’été de juin à septembre que la rue Sainte-Catherine devient une zone piétonnière où il est possible de déambuler, magasiner, manger et prendre le temps de relaxer. De plus, s'y tient à chaque année le festival Divers/Cité, un festival d'arts et de musique mettant de l'avant diverses personnes et prestations liées à la diversité sexuelle.

## Histoire du tourisme à Montréal
Comme la plupart des autres villes au monde, l'amélioration des moyens de transport ferroviaire et maritime a permis au tourisme à Montréal à commencer et prendre de l'expansion dans le début du XIXe siècle. Avec la croissance du tourisme, l'industrie hôtelière montréalaise a pu se développer. Le parc du Mont-Royal fut l'un des premiers attraits à être exploités pour le tourisme à Montréal. Le carnaval d'hiver (1883-1889), aux expositions industrielles et commerciales (1850-1896), au Congrès eucharistique de 1910 et l'Expo 67 ont été des évènements marquants qui ont contribué à l'image de Montréal telle qu'elle est aujourd'hui.

## Attraits

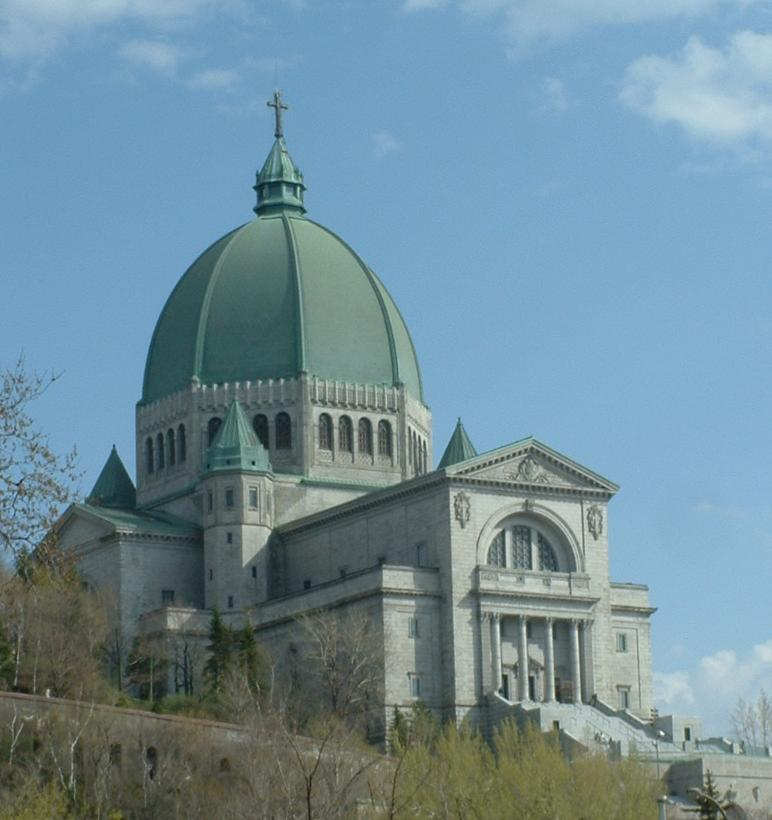
Oratoire Saint-Joseph.

Montréal contient une multitude d'attraits touristiques, dont certains représentent très bien la ville est sont intimement liés à son image et son identité. À titre d'exemple, il est notamment possible de penser au Parc olympique, au Biodôme, à la Ronde, au Stade olympique et à l’oratoire Saint-Joseph.
Quant au sport, le statut de métropole nordique de Montréal fait du hockey une activité incontournable et omniprésente sur la scène sportive de la ville. Les Canadiens de Montréal jouent au Centre Bell durant la saison de la Ligue nationale de hockey qui se déroule du mois d'octobre à avril. L'équipe de football, les Alouettes de Montréal, sont également populaires et jouent au stade Percival-Molson durant la saison de la Ligue canadienne de football de juin à novembre. Le Club de Foot Montréal (anciennement l'Impact de Montréal) est l'équipe de soccer professionnelle de Montréal et joue au stade Saputo dans la Major League Soccer.
- Stade Olympique
- Insectarium
- Biodôme
- La Ronde
- Centre des sciences
- Musée Pointe-à-Callière
- Oratoire St-Joseph du Mont-Royal
- Centre Canadien d'Architecture
- Musée des beaux-arts de Montréal
- Musée Redpath
- Musée d'art contemporain de Montréal
- Musée des ondes Émile Berliner

## Aventure et plein air

### Parcs et espaces de Montréal
Montréal regorge de parcs et d’espaces verts. Il s'y compte d'ailleurs un total de 1 495 parcs, mini-parcs et espaces verts répartis dans l'ensemble des arrondissements et dont la ville de Montréal assure l’entretien et la maintenance. Il regroupe environ 112 000 arbres dont 104 000 sont situés dans le parc du Mont-Royal. Parmi ceux de Montréal, le parc du Mont-Royal et celui du parc Jean-Drapeau sont sans contredit les plus fréquentés. Le parc-nature du Cap-Saint-Jacques, du Bois-de-l’Île-Bizard, de la Pointe-aux-Prairies, de l’Île-de-la-Visitation se distinguent des autres par leurs espaces verts également, bien que plus petite envergure que les deux premiers mentionnés.
Liste des grands parcs de Montréal
- Parc du Mont-Royal (2,14 km²)
- Parc Jean-Drapeau (2,09 km²)
- Parc Angrignon (0,97 km²)
- Parc des Rapides (0,30 km²)
- Parc René-Lévesque (0,14 km²)
- Parc-nature de l'Anse-à-l'Orme (2,01 km²)

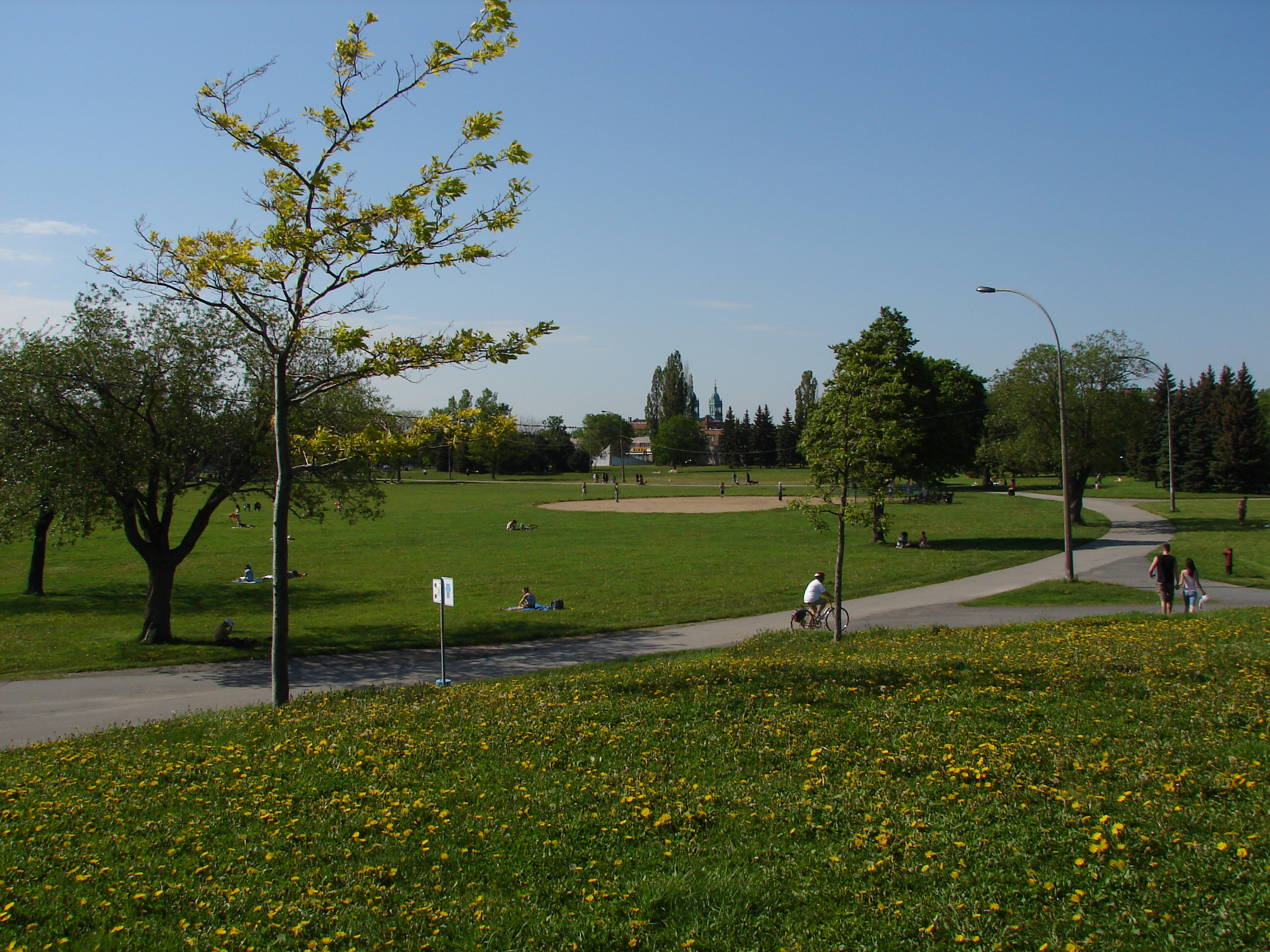
Parc Jarry.

- Parc-nature du Cap-Saint-Jacques (1,88 km²)
- Parc-nature du Bois-de-l'Île-Bizard (2,01 km²)
- Parc-nature du Bois-de-Liesse (1,59 km²)
- Parc-nature de l'Île-de-la-Visitation (0,34 km²)
- Parc-nature du Ruisseau-De Montigny (0,30 km²)
- Parc-nature de la Pointe-aux-Prairies (2,61 km²)
- Promenade Bellerive (0,22 km²)
- Parc Maisonneuve (0,80 km²)
- Parc La Fontaine (0,35 km²)
- Parc Jarry (0,35 km²)
- Parc Frédéric-Back (1,92 km²)

## Voyages
Voici quelques statistiques concernant le tourisme à Montréal en fonction de la provenance des touristes ainsi que leurs dépenses.
Provenance des touristes à Montréal en 2012
- Québec (53,5 %)
- Canada Hors-Québec (24,5 %)
- États-Unis (12,4 %)
- Outremer (9,6 %)

Dépenses des touristes à Montréal en 2012
- Québec (25,8 %)
- Canada Hors-Québec (27,5 %)
- États-Unis (21,9 %)
- Outremer (24,8 %)

## Festivals et congrès
La région de Montréal regorge de fêtes et festivals de tout genre et qui répondent à plusieurs besoins. Il ne s'y passe aucune semaine sans évènement. Que ce soit un festival de musique, un festival de danse, un évènement sportif ou encore un événement semi-privé, la vie événementielle montréalaise se prête à tous les styles.
Montréal est reconnue internationalement pour la qualité de ses festivals[réf. nécessaire], qui connaissent depuis deux décennies un essor sans précédent[réf. nécessaire]. Ce phénomène a généré des retombées culturelles, économiques et touristiques sans comparaison aucune en Amérique du Nord et favorisé un remarquable processus d'échanges internationaux. Une centaine de festivals et évènements, dont près de la moitié ont une portée internationale, ont lieu annuellement à Montréal. Certains évènements de masse peuvent rassembler jusqu'à 200 000 personnes de tous âges et de toutes origines, en même temps et dans un même lieu, sans problèmes majeurs de sécurité.[réf. nécessaire]
Voici quelques évènements qui ont su se démarquer au fil du temps tout en devenant de plus en plus important :
- Igloofest
- Montréal en lumière
- Formula 1 Grand Prix du Canada
- FrancoFolies de Montréal
- Festival international de jazz de Montréal
- Festival Juste pour rire
- International des Feux Loto-Québec
- Osheaga Festival Musique et Arts
- Festival des films du monde de Montréal

## Services touristiques
| Services touristiques (848)                    | Hébergement (331)                                       | Attraits (310)                                                         | Évènement (149)                   |  |
| ---------------------------------------------- | ------------------------------------------------------- | ---------------------------------------------------------------------- | --------------------------------- |  |
| Restaurant (460)                               | Hôtel (156)                                             | Centre et galerie d'art (114)                                          | Fête / festival / événement (104) |  |
| Bar / pub / boîte de nuit (173)                | Résidence de tourisme, chalet, copropriété, studio (77) | Musée / centre d'interprétation / site historique (53)                 | Salon et foire (17)               |  |
| Organisme (72)                                 | Gîte touristique (69)                                   | Croisière (32)                                                         | Manifestation sportive (13)       |  |
| Salle de spectacle / théâtre (69)              | Auberge de jeunesse (12)                                | Tour de ville / excursion touristique commentée (29)                   | Grande exposition (9)             |  |
| Loueur d'équipement / véhicules de loisir (28) | Établissement d'enseignement (10)                       | Parc municipal et régional / centre d'interprétation de la nature (21) |                                   |  |
| École (16)                                     | Autre établissement d'hébergement (5)                   | Centre de détente / spa (19)                                           |                                   |  |
| Centre commercial (16)                         | Centre de vacances (2)                                  | Edifice et site religieux (15)                                         |                                   |  |
| Loueur de véhicules (14)                       |                                                         | Complexe sportif / centre récréatif (15)                               |                                   |  |
| Compagnie d'autobus (13)                       |                                                         | Producteur de tourisme d'aventure / de plein air (12)                  |                                   |  |

## Transport
Hormis sa voiture, plusieurs façons de se déplacer à Montréal existent. En premier lieu, il y a les transports collectifs qui englobent beaucoup de service très pratique pour Montréal. Sinon, nous pouvons utiliser des moyens plus conventionnels comme le vélo et la marche ou sinon les ports et aéroports peuvent être pratique pour des voyages un peu plus loin ou de façon plus tranquille.

### Transport en commun
Comme toute métropole, Montréal possède un réseau de métro qui permet aux habitants ainsi qu'aux touristes de se déplacer dans plusieurs quartiers. Un réseau d'autobus vient d'ailleurs offrir une desserte dans les secteurs non desservis par le métro. Il existe aussi la possibilité d'utiliser les trains de banlieue pour accéder aux destinations situées en périphérie de la ville. Plus coûteux, le taxi est également un moyen de transport rapide, il y existe plusieurs compagnies qui desservent toute la ville ainsi que toutes les villes environnantes. Le covoiturage et l'autopartage demeurent aussi des options envisageables qui sont d'ailleurs encouragées par les autorités municipales, considérant la présence de voies qui sont réservées aux utilisateurs de ces services. Un service de transport adapté, destiné aux personnes à mobilité réduite est également offert par la société de transport montréalaise.

### Vélo
L’île de Montréal possède un vaste réseau cyclable : plus de 560 km. Les deux itinéraires favoris des cyclistes sont sans contredit la piste qui longe le canal de Lachine jusqu’au Vieux-Port et le circuit des berges du fleuve, qui offre des vues superbes sur les rapides de Lachine. Permettant des déplacements pratiques et peu coûteux, le vélo en libre-service Bixi connaît une hausse de popularité depuis les dernières années. Durant la saison 2014, Montréal détenait 5 120 vélos dans dix arrondissements, à Westmount et à Longueuil dont 461 stations, situées à courte distance les unes des autres ainsi que 9 614 point d'ancrage.
Montréal possède plusieurs types d'aménagements cyclables pour les cyclistes. Il y a la chaussée désignée, la bande cyclable, la piste cyclable, les sentiers polyvalents ainsi que des zones d'entrecroisement à l'intersection qui a pour but de faciliter la gestion des mouvements entre cyclistes et automobilistes. De plus pour mieux pouvoir évaluer les besoins des cyclistes la ville de Montréal a mis sur place l'application Mon RésoVélo qui permet de recueillir des données sur le déplacement des cyclistes et d'ainsi de savoir qu'elles sont leurs besoins. Comme pour le démontrer les données recueillis voici une carte avec les trajets enregistrés en date du 1er août 2013 depuis le lancement de l'application.

### Marche
Montréal possède un attrait unique que seule Montréal possède au Québec et qui parmi l'un des plus grands au monde, soit le Montréal souterrain aussi appelé « RESO ». Ce réseau piétonnier souterrain couvre en majorité du centre-ville avec 32 km de galeries piétonnes. Cette attraction résulte du caractère nordique de Montréal. Elle permet à environ 500 000 personnes de circuler au centre-ville chaque jour. Le réseau relie au total 2000 boutiques, restaurants ou aires de services environ une vingtaine de musée et lieux d'intérêt ainsi que de nombreux hôtels et édifices à bureaux, des écoles et des universités.

### Ports et aéroports
Situé à 20 km du centre-ville, l'aéroport international Pierre-Elliott-Trudeau permet à Montréal de maintenir un lien avec le reste du monde entier. L'aérogare a une superficie de 200 000 m2 et est constitué de trois pistes. Avec une capacité de mouvements annuels de 400 000 personnes, plus d'une trentaine de transporteurs y opèrent pour desservir plus de 130 destinations.
Pour ce qui est de son port, il est l'un des plus fréquentés de la planète avec ses 15 km de quais de long. Il est l'une des étapes privilégiées des croisières sur le Saint-Laurent et sur la cote est nord-américaine. En 2012, le port de Montréal a accueilli 54 652 croisiéristes.

## Hébergement
En 2013, la région touristique de Montréal a obtenu un taux d'occupation de 68,25%. Le prix quotidien moyen pour une chambre était de 143,08 $. Voici un tableau qui recense les années 2006 à 2013.
| Tableau de l'évolution du secteur de l'hébergement dans la région touristique de Montréal, toutes tailles d'établissements confondues, de 2006 à 2013 | Tableau de l'évolution du secteur de l'hébergement dans la région touristique de Montréal, toutes tailles d'établissements confondues, de 2006 à 2013 | Tableau de l'évolution du secteur de l'hébergement dans la région touristique de Montréal, toutes tailles d'établissements confondues, de 2006 à 2013 |
| | Taux d'occupation moyen (%) | Prix quotidien moyen ($) |
| --- | --- | --- |
| 2013 | 68,25 | 143,08 |
| 2012 | 66,17 | 138,20 |
| 2011 | 67,70 | 138,69$ |
| 2010 | 65,20 | 136,47 |
| 2009 | 61,00 | 132,46 |
| 2008 | 65,30 | 140,55 |
| 2007 | 67,40 | 139,14 |
| 2006 | 68,00 | 137,75 |

## Restauration et gastronomie
Pour ce qui est de la gastronomie et de la restauration, Montréal est reconnue pour son nombre particulièrement élevé de restaurants, soit l'un des plus élevés en Amérique du Nord. Montréal possède également un évènement intitulé « MTL à Table » qui regroupe plus de 135 restaurants des quatre coins de la ville.

## Bureaux touristiques

### Équipe mobile
Une équipe mobile de Tourisme Montréal sillonne le quartier historique grâce à deux stations mobiles conçues sur mesure. Cette escouade peut donc informer les gens puisque leurs préposés maîtrisent au total près d'une dizaine de langues. Des cartes et des guides touristiques imprimés sont disponibles à chacune des stations mobiles.

### Lieux d'information
- Centre infotouriste de Montréal
- Bureau d'accueil touristique de Montréal (Montréal Nord)
- Bureau d’accueil touristique de l’Écluse de Lachine
- Bureau d’information touristique de l'Île-Perrot
- Bureau d'accueil touristique de Montréal (Montréal Est)
- Bureau d'accueil touristique de Montréal (Montréal Ouest)
- Bureau d'accueil touristique du Vieux-Montréal

## Lauréats régionaux des Grands Prix du tourisme
Ci-dessous, se trouve la liste des lauréats régionaux des Grands Prix du tourisme à Montréal de 2007 à 2010 classés par catégorie de prix.
- Prix Activités de plein air et de loisir
  - 2010 : My Bicyclette
  - 2009 : Centre d'escalade Horizon Roc
  - 2008 : Vélo Québec Association
  - 2007 : Aventures H2O
- Prix Attractions touristiques: moins de 100 000 visiteurs
  - 2010 : Maison Saint-Gabriel
  - 2009 : Centre d'histoire de Montréal
  - 2008 : Musée du Château Ramezay
  - 2007 : Maison Saint-Gabriel, musée et site historique
- Prix Attractions touristiques : 100 000 visiteurs ou plus
  - 2010 : Pointe-à-Callière, Musée d'archéologie et d'histoire de Montréal
  - 2009 : Jardin botanique de Montréal
  - 2008 : Pointe-à-Callière, Musée d'archéologie et d'histoire de Montréal
  - 2007 : Jardin botanique de Montréal et Festival mode & design de Montréal
- Prix Développement touristique : Restauration
  - 2010 : Le Cabaret du Roy
  - 2009 : Restaurant Fourquet, Fourchette du Palais
  - 2008 : Restaurant Carte Blanche
  - 2007 : Le Festin du Gouverneur
- Prix Écotourisme et tourisme d'aventure
  - 2010 : N/A
  - 2009 : Aventure H2o
  - 2008 : N/A
  - 2007 : N/A
- Prix Festivals et événements touristiques : Budget d'exploitation de 1 M$ ou plus
  - 2010 : Festival international de Jazz de Montréal
  - 2009 : Les FrancoFolies de Montréal
  - 2008 : Festival TransAmériques
  - 2007 : Le Mondial Choral Loto-Québec
- Prix Festivals et événements touristiques : Budget d'exploitation de moins de 1 M$
  - 2010 : Picnik Electronik
  - 2009 : Mutek, Festival international de musique électronique et de créativité numérique
  - 2008 : Salon des Instruments de Musique de Montréal (SIMM)
  - 2007 : Festival International Nuits d'Afrique de Montréal
- Prix Hébergement : Gîtes
  - 2010 : Le sieur de Joliette
  - 2009 : Atmosphère
  - 2008 : N/A
  - 2007 : Alexandre Logan
- Prix Hébergement : Établissements 4 ou 5 étoiles
  - 2010 : Hilton Montréal/Laval et Intercontinental Montréal
  - 2009 : Opus Montréal
  - 2008 : W Montréal
  - 2007 : Delta Centre-Ville
- Prix Hébergement : Établissements 1 à 3 étoiles
  - 2010 : Hôtel Le Dauphin Montréal Centre-Ville
  - 2009 : Auberge Le Pomerol
  - 2008 : Auberge de La Fontaine
  - 2007 : Hôtel Travelodge Montréal Centre
- Prix Hébergement : Résidences de tourisme
  - 2010 : N/A
  - 2009 : Lofts du Vieux-Port
  - 2008 : Marriott Residence Inn - Montréal Centre-Ville
  - 2007 : Residence Inn - Montréal Centre-ville
- Prix Ressources humaines : Employé touristique
  - 2010 : Monsieur Maurice Guertin
  - 2009 : Monsieur Antonio Suarez
  - 2008 : Madame Renée Charbonneau
  - 2007 : Monsieur Olivier Levasseur
- Prix Ressources humaines : Relève touristique
  - 2010 : N/A
  - 2009 : Madame Christina Poon
  - 2008 : N/A
  - 2007 : N/A
- Prix Ressources humaines : Superviseur touristique
  - 2010 : Madame Jeanne Lefebvre
  - 2009 : Madame Josée Duhaime
  - 2008 : N/A
  - 2007 : Monsieur Alain Bergeron
- Prix Services touristiques
  - 2010 : La vitrine culturelle de Montréal
  - 2009 : Conservus
  - 2008 : Bureau Du Patrimoine, Ville De Montréal pour: La carte officielle et le réseau des présentoires du Vieux-Montréal
  - 2007 : Carte musées Montréal
- Prix Tourisme durable
  - 2010 : Fairmont Le Reine-Élizabeth
  - 2009 : Festival International de Jazz de Montréal
  - 2008 : N/A
  - 2007 : N/A
- Prix Transport et voyages
  - 2010 : Authentik Canada
  - 2009 : Authentik Canada
  - 2008 : N/A
  - 2007 : Navettes maritimes du Saint-Laurent

## Performance touristique
| Tableau de l'évolution des performances touristiques dans la région de Montréal de 2007 à 2013 | Tableau de l'évolution des performances touristiques dans la région de Montréal de 2007 à 2013 | Tableau de l'évolution des performances touristiques dans la région de Montréal de 2007 à 2013 | Tableau de l'évolution des performances touristiques dans la région de Montréal de 2007 à 2013 |
|                                                                                                | Passagers aux Aéroports de Montréal                                                            | Demandes d'informations/ Comptoirs d'accueil (en milliers)                                     | Visite sur les sites web principaux de tourisme Montréal (en millions)                         |
| ---------------------------------------------------------------------------------------------- | ---------------------------------------------------------------------------------------------- | ---------------------------------------------------------------------------------------------- | ---------------------------------------------------------------------------------------------- |
| 2013                                                                                           | 14 095 272                                                                                     | 90 500                                                                                         | 4 174 000                                                                                      |
| 2012                                                                                           | 13 809 820                                                                                     | 96 100                                                                                         | 4 097 000                                                                                      |
| 2011                                                                                           | 13 668 829                                                                                     | 97 800                                                                                         | 3 200 000                                                                                      |
| 2010                                                                                           | 12 971 339                                                                                     | 111 700                                                                                        | 280 000                                                                                        |
| 2009                                                                                           | 12 224 534                                                                                     | 120 600                                                                                        | 2 400 000                                                                                      |
| 2008                                                                                           | 12 813 320                                                                                     | 139 500                                                                                        | 2 100 000                                                                                      |
| 2007                                                                                           | 12 407 735                                                                                     | 147 000                                                                                        | 2 600 000                                                                                      |